# Aldabrachelys
Le tartarughe giganti delle Seychelles (Aldabrachelys (Schweigger, 1812)) è un genere di tartarughe giganti ampiamente distribuito nell'atollo delle Seychelles e in Madagascar, il cui membro più grande, oltre che specie tipo, è la famosa tartaruga gigante di Aldabra (Aldabrachelys gigantea).

## Etimologia
Il nome Aldabrachelys è problematico in quanto l'esemplare tipo in realtà rappresenta un esemplare di Chelonoidis denticulata; tuttavia, ciò è stato discusso e presentato in una petizione dinanzi all'ICZN.

## Specie
- † A. abrupta - Tartaruga gigante inclinata (estinta)
- † A. grandidieri - Tartaruga gigante di Grandidier (estinta)
- A. gigantea - (specie tipo) contiene le seguenti sottospecie:
  - A. g. arnoldi - Tartaruga gigante di Arnold
  - † A. g. daudinii - Tartaruga gigante di Daudin (estinta)
  - A. g. gigantea - Tartaruga gigante di Aldabra
  - A. g. hololissa - Tartaruga gigante delle Seychelles

Si ritiene che i resti di tartaruga di oltre 1 000 anni fa, che sono stati trovati nelle Comore, provengano da una specie sconosciuta dello stesso genere.